# Viviparidae
Viviparidae Gray, 1847 è una famiglia di molluschi gasteropodi della sottoclasse Caenogastropoda. È la sola famiglia esistente della superfamiglia Viviparoidea, in quanto l'altra famiglia, la Pliopholygidae D. W. Taylor, 1966, è estinta.

## Descrizione
I Viviparidae sono un gruppo di lumache di acqua dolce dell'ordine Architaenioglossa. Sono lumache d'acqua dolce di dimensioni medio-grandi. Hanno un guscio spesso, globoso, arrotolato (quasi sempre destrale), spesso con un motivo a strisce a spirale e un'ultima spirale arrotondata, una guglia da bassa a moderatamente alta e appuntita. L'opercolo è aderente, corneo, con un nucleo concentrico. Gli occhi sono su steli corti ai lati esterni delle basi dei tentacoli. Hanno dimensioni comprese tra 10 e 50 mm di diametro del guscio.
L'osfradio è proporzionalmente più grande di quello dei vetigastropodi e delle neritopsine. Nei viviparidi si trova sul lato sinistro della branchia nella corrente inalante della cavità palleale.  Un sifone esalante si trova nel lato destro della cavità palleale e dirige la corrente in uscita dalla cavità lontano dall'animale.
I viviparidi hanno sessi separati. I generi sono distinguibili in base alle differenze morfologiche: il tentacolo destro dei maschi è più spesso e funge da organo copulatorio mentre nelle femmine entrambi i tentacoli hanno lo stesso spessore. Queste specie sono ovivipare, quindi lo sviluppo degli embrioni avviene in uova fecondate che si trovano nella parte finale dell'ovidotto dell femmine.  Le lumache giovani sono completamente sviluppate alla nascita con già il guscio, hanno dimensioni fino a 10 mm (solitamente intorno ai 4 mm) e hanno setole sul guscio, che successivamente cadono.
Tipicamente, le specie viviparidi abitano laghi, stagni e fiumi dalla regione temperata a quella tropicale, dispiegando la loro ampia distribuzione in tutti i continenti ad eccezione del Sud America e dell'Antartide.
I viviparidi acquisiscono la maggior parte del loro cibo con la radula. La dieta viviparide consiste principalmente di alghe raschiate con la radula, piante acquatiche superiori e detriti. Inoltre le lumache filtrano piccoli organismi planctonici come alghe (Flagellata, Protococcales, Chlamydomonadales, Bacillariophyceae), batteri, rotiferi e detriti dall'acqua.

## Tassonomia
La famiglia comprende tre sottofamiglie esistenti per un totale di circa 30 generi:
- Sottofamiglia Bellamyinae Rohrbach, 1937
  - Genere Amuropaludina Moskvicheva, 1979
  - Genere Angulyagra Rao, 1931
  - Genere Anularya L.-J. Zhang & S.-C. Chen, 2015
  - Genere Anulotaia Brandt, 1968
  - Genere Bellamya Jousseaume, 1886
  - Genere Boganmargarya Thach, 2018
  - Genere Celetaia Clench, 1966
  - Genere Cipangopaludina Hannibal, 1912
  - Genere Eyriesia P. Fischer, 1885
  - Genere Filopaludina Habe, 1964
  - Genere Glaucostracia Ancey, 1898
  - Genere Heterogen Annandale, 1921
  - Genere Idiopoma Pilsbry, 1901
  - Genere Larina A. Adams, 1855
  - Genere Margarya G. Nevill, 1877
  - Genere Mekongia Crosse & P. Fischer, 1876
  - Genere Neothauma E. A. Smith, 1880
  - Genere Notopala Cotton, 1935
  - Genere Sinotaia F. Haas, 1939
  - Genere Taia Annandale, 1918
  - Genere Tchangmargarya He, 2013
  - Genere Torotaia F. Haas, 1939
  - Genere Trochotaia Brandt, 1974
- Sottofamiglia Lioplacinae Gill, 1863
  - Genere Campeloma Rafinesque, 1819
  - Genere Lioplax Troschel, 1857
- Sottofamiglia Viviparinae Gray, 1847
  - Genere Rivularia Heude, 1890
  - Genere Tulotoma Haldeman, 1840
  - Genere Viviparus Montfort, 1810

Della superfamiglia fanno parte anche alcuni generi estinti non assegnati ad alcuna sottofamiglia:
- Genere † Albianopalin Hamilton-Bruce, B. J. Smith & Gowlett-Holmes, 2002
- Genere † Apameaus Sivan, Heller & van Damme, 2006
- Genere † Czabalaya Bandel & Riedel, 1994
- Genere † Fretacaeles Hamilton-Bruce & Kear, 2006
- Genere † Igapaludina Matsuoka, 1985
- Genere † Kaya Van Damme & Pickford, 1999
- Genere † Kwangsispira Hsü, 1935
- Genere † Lioplacodes Meek, 1864
- Genere † Paludinopsis Icke & K. Martin, 1905
- Genere † Pedinopomus Bickel, 1977
- Genere † Rubeyella Yen, 1951
- Genere † Scalez G. D. Hanna & Gaylord, 1924
- Genere † Tulotomoides Wenz, 1939